# Гомбын Хишигбаатар
Гомбын Хишигбаатар (монг. Гомбын Хишигбаатар; род. 24 августа 1953) — монгольский борец вольного стиля, выступавший в весе до 48 кг, заслуженный мастер спорта. Участник двух Олимпийских игр (1976, 1980).

## Выступление на Олимпийских играх

### Олимпийские игры в Монреале
В первом круге турнира в весовой категории до 48 кг. Гомбын Хишигбаатар победил борца из Пуэрто-Рико Джона де Джесуса, затем американца Уильяма Росадо. В третьем и четвёртом круге последовательно выиграл схватки у Вилли Хекманна из ФРГ и Куддуси Оздемира из Турции. В схватке за медаль проиграл советскому борцу Роману Дмитриеву и в итоге занял 4-е место.

### Олимпийские игры в Москве
На старте проиграл обе схватки, сначала будущему серебряному призёру игр Чан Со Хону из КНДР, затем будущему олимпийскому чемпиону Клаудио Поллио из Италии и выбыл из турнира.

## Спортивные результаты
- Обладатель Кубка мира 1975 года;
- Бронзовый призёр чемпионата мира среди молодёжи 1975 года.
- Победитель и призёр внутренних чемпионатов Монголии